# Gonodonta holosericea
Gonodonta holosericea är en fjärilsart som beskrevs av Achille Guenée 1852. Gonodonta holosericea ingår i släktet Gonodonta och familjen nattflyn. Inga underarter finns listade i Catalogue of Life.